# Don’t Kill the Whale
A Don’t Kill the Whale a Yes Tormato című albumának második száma. A dal témája a bálnavadászat, a zenészek az állatok értelmetlen mészárlása ellen szólítanak fel.
Rick Wakeman egy különleges, kevesek által használt billentyűs hangszeren, a birotronon (a mellotron továbbfejlesztett változatán) is játszik. Érdekesség továbbá, hogy Chris Squire, a basszusgitáros is zongorázik a dalban.

## Kislemezeken
A Don’t Kill the Whale kislemezként is megjelent 1978-ban, B-oldalán az Egyesült Királyságban az Abilene-t, az Amerikai Egyesült Államokban a Release, Release-t rakták a B-oldalra. Az Abilene-t Steve Howe szerezte, ő maga mandolinon, gitáron és elektromos szitáron játszik a számban. A dal korábban a Yesyears című box seten már hallható volt.
A Release, Release kislemezen a címadó szám volt az A-oldalon, a Don't Kill the Whale pedig a korong túloldalán.

## Közreműködő zenészek
- Jon Anderson – ének
- Steve Howe – gitár
- Rick Wakeman – billentyűs hangszerek (többek közt birotron)
- Chris Squire – basszusgitár, zongora
- Alan White – dob

## Egyéb kiadványokon
- Yesshows
- Yesstory
- Tales From Yesterday
- The Ultimate Yes: 35th Anniversary Collection
- Yesyears
- In A Word: Yes (1969–)
- Essentially Yes
- YesSpeak
- Greatest Video Hits
- 35th Anniversary Edition: YesSpeak/Yes Acoustic
- Live at Montreux 2003
- Two Sides Of Yes (Rick Wakeman)
- Rick Wakeman’s Greatest Hits (Rick Wakeman)